# Crowfall
Crowfall est un futur jeu vidéo de rôle et de stratégie en ligne massivement multijoueur développé par ArtCraft, décrit comme un "Throne War Simulator". Sa campagne Kickstarter s'est achevée le 26 mars 2015 avec un financement total de 1 766 205 $ dépassant son objectif initial de 800 000 $. Au 20 juin 2016, le financement total atteignait 7 210 680 $, ce qui comprend un montant de 2 726 322 $ provenant des promesses de dons recueillies à la fois dans le cadre de la campagne Kickstarter et des dons pris sur le site Web de Crowfall. Le jeu est sorti en juillet 2021.

## Système de jeu
Le jeu à un système similaire que la plupart des MMORPG, avec une vue à la troisième personne et le joueur est autorisé à aller n'importe où. Là où il diffère, c'est dans le système des mondes du jeu. Il y aura cinq systèmes de mondes, également appelés campagnes. Les systèmes seront "Les Royaumes éternels", "La portée de Dieu", "Les infectés", "L'Ombre" et "La lie", chacun avec un ensemble différent de règles les dictant. Chaque monde sera également généré de manière procédurale et passera par un cycle de vie et de mort, commençant du printemps à l'été, à l'automne et se terminant à l'hiver. À la fin de l'hiver, la campagne se termine et le monde est effacé pour toujours, même si les joueurs resteront autorisés à voyager dans d'autres mondes. Les campagnes peuvent durer de 1, 3 ou 6 mois à un an. Les seuls mondes qui ne meurent pas sont les Royaumes éternels, où les joueurs peuvent se loger. 

## Développement
Le jeu a été annoncé en janvier 2015 sous de nombreuses spéculations. Très peu d'informations ont été fournies, avec seulement un compte à rebours de 40 jours et très peu d'aspects du jeu discutés sur son site Web. Lorsque le compteur a finalement atteint zéro, le site avait un lien vers la page officielle de démarrage du jeu, avec des vidéos de gameplay et de nombreux aspects du jeu enfin révélés. En quelques heures, la campagne Kickstarter était à mi-chemin de son objectif de huit cent mille dollars. 